# Guy Fawkes
Guy Fawkes (13. duben 1570 York – 31. leden 1606) byl anglický voják a vyznáním římský katolík, který se spolu s dalšími pokusil 5. listopadu 1605 spáchat atentát na krále Jakuba I.

## Život
Cílem spiknutí střelného prachu byl atentát na protestantského krále Jakuba I. a členy obou komor anglického parlamentu ve Westminsterském paláci během úvodního společného zasedání v roce 1605, na kterém měl král osobně promluvit. Fawkes byl z velké části zodpovědný za realizaci konečné fáze útoku. Plán byl však vyzrazen a Fawkes byl zadržen v podzemí pod palácem se sudy střelného prachu. Po výslechu a mučení byl popraven za zradu a pokus o vraždu. Od té doby je tento nezdařený atentát připomínán vždy 5. listopadu jako Noc Guye Fawkese a jako den, kdy byla monarchie a král zachráněni.

## Zajímavosti
- Maska s jeho podobiznou je používána skupinou (hnutím) Anonymous.
- Guy Fawkes byl inspirací pro hlavní postavu komiksu V jako Vendeta.
- Masky se nosí během různých protestů a demonstrací, které se nejčastěji týkají vlády nebo svobody ve společnosti, například proti kamerovému sledování.

- Maska byla také hojně využívána během republikánské kampaně na prezidenta v roce 2008 stoupenci Rona Paula.

- Anglické výrazy „guy“ (chlap) nebo „guys“ (skupina lidí, i dívek) pochází právě ze jména Guye Fawkese.